# عوافي (ملاثاني)
عوافي (بالفارسية: عوافی) هي منطقة سكنية تقع في إيران في قسم ملاثاني الريفي.